# Deadушки
«Deadушки» — российский музыкальный коллектив, основанный Виктором Сологубом и Алексеем Раховым, ранее совместно работавшими в группе «Странные игры». Группа работает в жанре электронной музыки, в частности с такими стилями, как драм-н-бейс и брейкбит. Музыкальный информационный ресурс «Звуки.ру» назвал их одним из лучших электронных составов России.

## История группы
В 1981 году группа «Странные игры», где играли Виктор Сологуб и Алексей Рахов, была одной из самых прогрессивных групп страны. Затем коллектив, состав которого к 1985 году вырос с 2 до 7 человек, распался на постпанковские группы «Игры» (в которой играл В. Сологуб) и «АВИА» (в которой играл А. Рахов). В 1996 году Сологуб и Рахов объединились, задумав новый проект — «Deadушки».
Deadушки выпустили ряд альбомов, как своих собственных, так и совместных с Борисом Гребенщиковым («Борис Гребенщиков и Deadушки») и Вячеславом Бутусовым («Элизобарра-Торр»).
Дебютный альбом «Искусство Каменных Статуй» был записан в 1996 году, но увидел свет лишь в 1998 году. Он был выпущен на лейбле Утекай Звукозапись, президент которого — Илья Лагутенко — назвал коллектив самой интересной электронной группой России.
В 2001 году группа выпустила альбом «PoR.no».
Обозреватель портала Звуки.Ру писал: «Их первый диск слушали как откровение. Поражало все: уровень записи, аранжировки, идеи, которыми года на два пропитались молодые электронщики, количество „компетентных мнений“, сопровождавших релиз (от Троицкого до Козырева), но главное — вера: это наш прорыв в Большую Музыку. Прорыва, впрочем, не случилось — в России диск быстро растащили по фонотекам домашнего значения, а на Западе такого добра к тому моменту наплодили на добрый десяток лет вперед, и особого смысла вслушиваться в русскую пластинку просто не было».
В 2001 году группа выступила на фестивале «Максидром», став первым в его истории электронным коллективом.
В 2002 году группа прекратила активную деятельность. В 2003 году группа записала песню «Интересно» с Эдмундом Шклярским для трибьюта группы «Пикник», также участвовала в «разогреве» перед концертом Dave Gahan в Ледовом дворце 17 июня.
В 2003 году «Deadушки» выступили на фестивале Rockspektakel в Германии.
В 2004 году группа выступила на фестивале MillerFenderFest, после чего музыканты много лет занимались только собственными проектами.
В 2007 году Андрей Бурлака в своей книге «Рок-энциклопедия. Популярная музыка в Ленинграде-Петербурге. 1965—2005» так охарактеризовал коллектив: «Слишком целеустремленные, чтобы размениваться на мелочи, слишком богатые идеями, чтобы эксплуатировать собственные удачи, слишком прогрессивные, чтобы попадать в резонанс с массовыми вкусами, музыканты группы DEADУШКИ тем не менее во второй половине 90-х стали сенсацией для музыкального сообщества обеих столиц, а их творчество в известном смысле дало ответ на вопрос, как звучали бы сегодня легендарные „Странные игры“».
В 2016 году состоялся реюнион, к основному составу группы присоединился сын Виктора Сологуба — Филипп Сологуб. Так-же группа выступила на  концерте 55-летия Вячеслава Бутусова, с сетом из 6 песен которые впервые прозвучали на сцене. 
В 2020 году вместе с Вячеславом Бутусовым выпустили кавер на песню «Тёмная ночь»

## Дискография
- 1998 — Искусство каменных статуй («Утекай»)
- 1998 — Борис Гребенщиков и Deadушки (с Борисом Гребенщиковым, «Feelee», переиздан в 2002 году)[9][10]
- 2000 — Настасья, сингл (с Вячеславом Бутусовым) («Никитин»)[11]
- 2000 — Элизобарра-торр (с Вячеславом Бутусовым) («Никитин»)
- 2001 — PoR.no («Никитин»)
- 2017 — Lie to me, сингл

В 2003 году альбом «PoR.no» был целиком использован в саундтреке скандально известной игры Даниила Шеповалова «Ядерный Титбит».

## Клипы
- 1998 — Парашютист
- 1998 — Шумела-Гремела (клип 1)
- 1998 — Шумела-Гремела (клип 2)
- 2001 — Плюшевый ад

Совместно с Борисом Гребенщиковым:
- 1998 — Сны о чём-то большем

Совместно с Вячеславом Бутусовым:
- 2000 — Настасья
- 2001 — Триллипут